# Stins

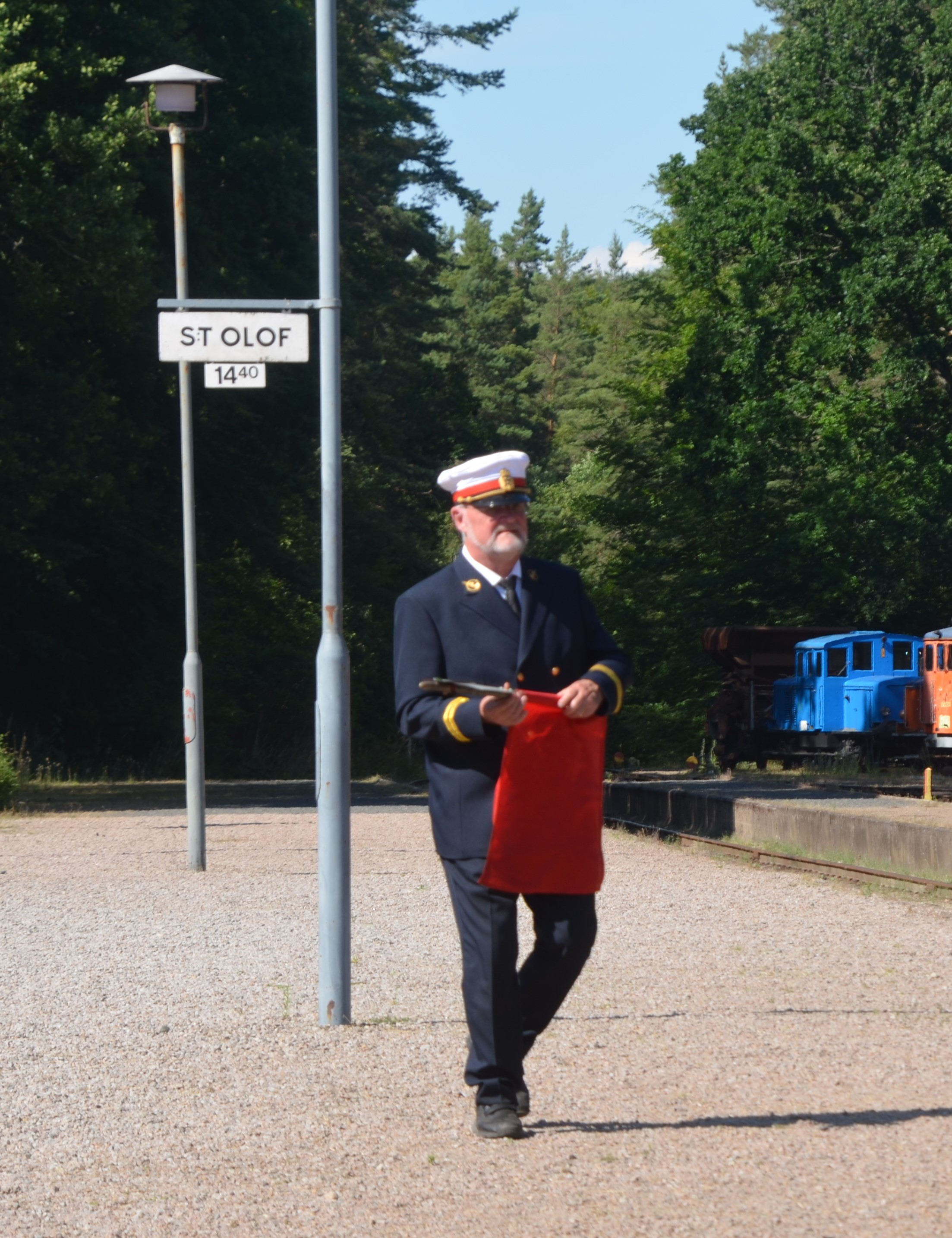
Stins på Brösarps station, Skånska Järnvägar

Stins, kortform för stationsinspektor, är en tjänstegrad inom en järnvägsförvaltning.

## Sverige
En stationsinspektor var vid Statens Järnvägar chef över en järnvägsstation (av 1:a till 4:e klass ) och var därmed ansvarig för att delegera uppgifterna mellan stationens anställda och förmedla information och order från trafikdirektören..
I allmänt språkbruk används stins (formellt felaktigt) om befattningen tågklarerare, även om det hörde till undantagen att den tjänstgörande tågklareraren verkligen hade den höga graden stationsinspektor eftersom stinsen kunde delegera befattningen tågklarerare till en tjänsteman av lägre grad.